# Robert Zawada
Robert Paweł Zawada (ur. 7 czerwca 1944 w Jedlni-Letnisku, zm. 5 maja 2024) – sportowiec, były polski szczypiornista, uczestnik Letnich Igrzysk Olimpijskich w 1972 roku (był to pierwszy awans polskich piłkarzy ręcznych do rozgrywek olimpijskich). Zawodnik polskiej reprezentacji narodowej, Wybrzeża Gdańsk i SPR Stali Mielec, z którą w 1975 r. jako kapitan zdobył tytuł wicemistrza Polski. Pierwszy polski zawodnik piłki ręcznej, który przekroczył liczbę stu występów reprezentacyjnych. Były trener (w latach 1997–1999 i 2001–2004), a następnie również kierownik Tauron Stali Mielec.  Absolwent Technikum Mechaniczno Elektrycznego w Gdańsku, które ukończył w 1963 i warszawskiej Akademii Wychowania Fizycznego w 1977 r.